# Henri Vergès
Pour les articles homonymes, voir Vergès et Frère Henri.
Henri Vergès (en catalan : Enric Vergés), né le 15 juillet 1930 à Matemale (Pyrénées-Orientales) et mort assassiné le 8 mai 1994 à Alger (Algérie), est un religieux mariste français et enseignant, qui fait partie des dix-neuf martyrs d'Algérie assassinés entre 1994 et 1996 et béatifiés le 8 décembre 2018.

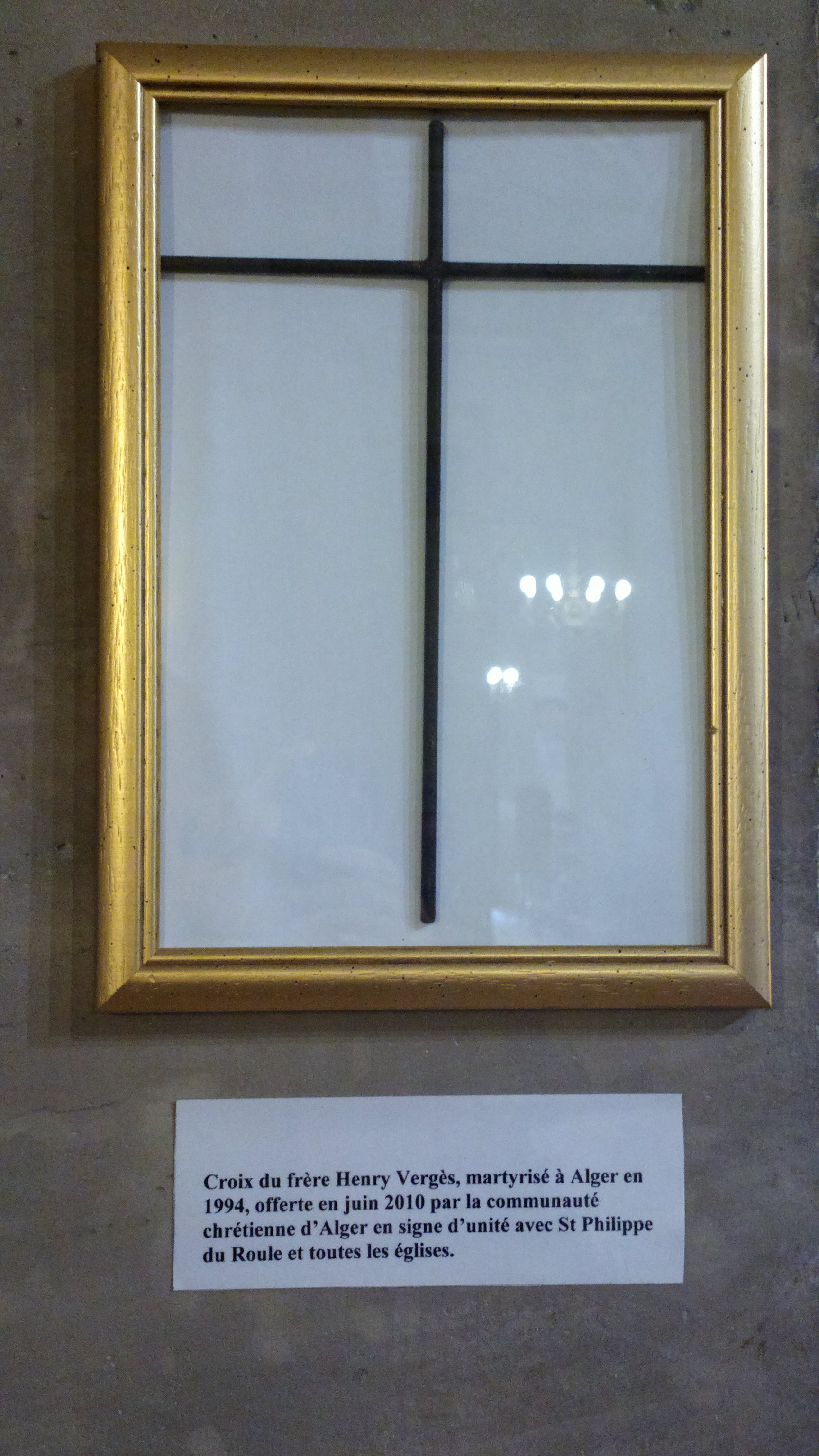
Croix du frère Henri Vergès offerte en juin 2010 par la communauté chrétienne d'Alger à l'église Saint-Philippe-du-Roule

## Biographie
Il fait ses études à partir de l'âge de douze ans chez les maristes, où il prononce ses vœux perpétuels à l'âge de vingt-deux ans. De 1958 à 1966, il est sous-maître des novices à Notre-Dame de Lacabane. Il est envoyé en Algérie, où il arrive à Alger le 6 août 1969. Il est directeur de l'école Saint-Bonaventure d'Alger de 1969 à 1976. En 1976, après la nationalisation de l'école Saint-Bonaventure, il devient professeur de mathématiques à l'école de Sour-El-Ghozlane.
En 1988, il est nommé directeur de la bibliothèque de l'archidiocèse d'Alger qui se trouve dans la casbah d'Alger. Il y accueille plus de mille étudiants qui viennent y travailler dans une ambiance plus propice aux études que chez eux. Il traverse la difficile période des troubles islamistes des années 1990. Les étrangers restés en Algérie sont menacés de mort à partir de 1993.
Il est assassiné le 8 mai 1994 de deux balles dans la tête par trois jeunes gens dans la bibliothèque, ainsi que sœur Paul-Hélène Saint-Raymond, religieuse des Petites Sœurs de l'Assomption,,,. Ils sont enterrés le 12 mai 1994 à Alger. Mgr Henri Teissier déclare alors: « Le cher frère Henri a été un témoin authentique de l'amour du Christ, du désintéressement de l'Église et de la fidélité au peuple algérien. »

## Citations d'Henri Vergès
- « Dieu m'a simplement envoyé semer la graine dans tel champ choisi par Lui, semer donc la paix en Lui, Lui laisser le soin de la croissance, comme dans la vie de Jésus lui-même. »